# Liste der Baudenkmale in der Region Taranaki
Die Liste der Baudenkmale in der Region Taranaki umfasst alle vom New Zealand Historic Places Trust (NZHPT) als „Historic Place“ oder „Historic Area“ eingestuften Baudenkmale und Flächendenkmale der neuseeländischen Region Taranaki. Die Angaben stammen aus dem Register des NZHPT. Die Bezeichnungen der Baudenkmale orientieren sich an diesem Register. In die Liste werden auch bekannte Wahi Tapu (Area), kulturell und religiös bedeutsame Stätten und Gebiete der Māori, aufgenommen. Sie werden jedoch meist nicht publiziert.

Am 27. Mai 2013 waren in der Region 157 Bauwerke und Flächendenkmale (ohne nicht publizierte Waihi Tapu) ausgewiesen, darunter 19 der Kategorie 1, 131 der Kategorie 2, zwei Historic Areas, drei Wahi Tapu und zwei Wahi Tapu Area.
Die Liste enthält alle Denkmale der Kategorie 1 und zumindest Grundeinträge zu den Einträgen der anderen Kategorien mit Stand 27. Mai 2013.
Folgende Ortschaften mit mehr als fünf Baudenkmalen besitzen eigene Denkmallisten, alle anderen sind in der nachfolgenden Tabelle zusammengefasst.
- Eltham
- Hawera
- Inglewood
- Manaia
- New Plymouth
- Waitara.

| Bild                     | Bezeichnung                                    | Ort                   | Anschrift                                                                         | Beschreibung                                                                                          | Bauzeit    | Eintrag            | Nummer | Kat. |
| ------------------------ | ---------------------------------------------- | --------------------- | --------------------------------------------------------------------------------- | --- | ---------- | ------------------ | ------ | ---- |
| BW                       | Archaic Midden                                 | Kaupokonui            | Rama Road, Otamare Maori Reservation Karte                                        | Archäologische Fundstätte: Abfallhaufen                                                               | n.a.       | 15. Januar 1985    | 5976   | 2    |
| BW                       | Blockhouse (Former)                            | Pungarehu             | Pungarehu Road Karte                                                              | Blockhaus/militärische Befestigungsanlage                                                             | n.a.       | 1. September 1983  | 0818   | 2    |
| BW                       | Camp House                                     | Egmont National Park  | Egmont Road Karte                                                                 | ehem. Militärunterkunft, heute Unterkunft für Wanderer                                                | 1856 (ca.) | 14. Juli 1995      | 7233   | 1    |
| BW                       | Downdraught Kiln                               | Douglas               | 24 Douglas Road, Douglas Brickworks Karte                                         | Ziegelofen                                                                                            | 1937       | 27. Juni 1985      | 0152   | 1    |
| Waverley Railway Station | Waverley Railway Station                       | Waverley              | Oturi Road Karte                                                                  | Bahnhof, heute Museum                                                                                 | 1881       | 28. Juni 1990      | 5109   | 1    |
| weitere Bilder           | St George’s Church                             | Patea                 | 1-3 Rutland Street und Egmont Street Karte                                        | Kirche, anglikanische                                                                                 | 1885 (ca.) | 21. September 1989 | 0150   | 1    |
| BW                       | St Paul’s Church (Anglican)                    | Urenui                | 23 Ngakoti Street Karte                                                           | Kirche, anglikanische                                                                                 | n.a.       | 1. September 1983  | 0817   | 2    |
| BW                       | Rahotu School Building                         | Rahotu                | South Road Karte                                                                  | Schule                                                                                                | n.a.       | 1. September 1983  | 0821   | 2    |
| BW                       | School Gates                                   | Rahotu                | South Road Karte                                                                  | Schultor/Kriegsgedenkstätte                                                                           | n.a.       | 1. September 1983  | 0823   | 2    |
| BW                       | Hughson’s Building                             | Opunake               | Tasman Street Karte                                                               | Ladengeschäft                                                                                         | n.a.       | 1. September 1983  | 0825   | 2    |
| BW                       | Kaponga Library and Central Information Centre | Kaponga               | 57 Victoria Street/Egmont Street Karte                                            | Bibliothek                                                                                            | n.a.       | 1. September 1983  | 0835   | 2    |
| BW                       | Waipuku Stream Railway Overbridge              | Tariki                | Marton-New Plymouth Line, Mountain Road, Waipuku Stream Karte                     | Eisenbahnbrücke                                                                                       | n.a.       | 1. September 1983  | 0878   | 2    |
| BW                       | Memorial Arch and Gates                        | Stratford             | Stratford Park Karte                                                              | Toranlage zum Gedenken an den Ersten Weltkrieg                                                        | n.a.       | 1. September 1983  | 0921   | 2    |
| BW                       | Memorial Gates                                 | Stratford             | Fenton Street/Orlando Street Victoria Park Karte                                  | Toranlage des Parks mit Gedenktafeln                                                                  | n.a.       | 1. September 1983  | 0922   | 2    |
| BW                       | Municipal Chambers (Former)                    | Stratford             | Broadway Karte                                                                    | Gemeindeverwaltung, ehemalige                                                                         | n.a.       | 1. September 1983  | 0924   | 2    |
| BW                       | Thompson, O’Neil and Clifford Limited Building | Stratford             | Fenton Street Karte                                                               | Bürogebäude                                                                                           | n.a.       | 1. September 1983  | 0925   | 2    |
| BW                       | Douglas Boarding House (Former)                | Douglas               | 1664 Ohura Road Karte                                                             | Boarding House, ehemaliges                                                                            | n.a.       | 1. September 1983  | 0926   | 2    |
| BW                       | Triumph (Ngaere) Dairy Factory                 | Finnerty Road, Ngaere | n.a. Karte                                                                        | Molkerei                                                                                              | n.a.       | 1. September 1983  | 0930   | 2    |
| BW                       | St John the Evangelist Church (Anglican)       | Omata                 | 402 South Road (New Plymouth–Okato, State Highway 45) und Waireka Road East Karte | Kirche, anglikanische                                                                                 | 1875       | 28. Juni 2012      | 0931   | 2    |
| BW                       | Cottage (Formerly Henry King’s)                | Mangorei              | Hydro Road Karte (ungenau)                                                        | Wohnhaus                                                                                              | n.a.       | 1. September 1983  | 0932   | 2    |
| BW                       | Mangorei Power Station                         | Mangorei              | Hydro Road Karte                                                                  | Wasserkraftwerk                                                                                       | n.a.       | 1. September 1983  | 0934   | 2    |
| BW                       | Primary School Building                        | Okato                 | South Road Karte                                                                  | Grundschule                                                                                           | 1929       | 1. September 1983  | 0935   | 2    |
| BW                       | Suspension Bridge                              | Huirangi              | Bertrand Road Karte                                                               | Hängebrücke                                                                                           | n.a.       | 1. September 1983  | 0936   | 2    |
| BW                       | Waverley Town Hall                             | Waverley              | Bear Street Karte                                                                 | Gemeindesaal                                                                                          | 1908       | 22. Juni 2007      | 0944   | 2    |
| BW                       | Cob Dairy - ‘Ferngrove’                        | Urenui                | Kaitikari Road, Ferngrove Karte (ungenau)                                         | Ruine einer kleinen Käserei                                                                           | n.a.       | 1. September 1983  | 2715   | 2    |
| BW                       | St John’s Church (Methodist and Presbyterian)  | Kaponga               | West Street Karte                                                                 | Kirche, methodistische und presbyterianische                                                          | n.a.       | 1. September 1983  | 2720   | 2    |
| BW                       | St Mark’s Church (Anglican)                    | Kaponga               | 36 Egmont Street Karte                                                            | Kirche, anglikanische                                                                                 | n.a.       | 1. September 1983  | 2721   | 2    |
| BW                       | St Mark’s Sunday School Hall                   | Kaponga               | 36 Egmont Street Karte                                                            | Sonntagsschule der benachbarten anglikanischen Kirche                                                 | n.a.       | 1. September 1983  | 2722   | 2    |
| BW                       | Courthouse (Former)                            | Opunake               | 104 Tasman Street Karte                                                           | Gerichtsgebäude, ehemaliges                                                                           | n.a.       | 1. September 1983  | 4953   | 2    |
| BW                       | House - The Pah                                | Patea                 | 170 Egmont Street Karte                                                           | Villa                                                                                                 | n.a.       | 24. Februar 1994   | 5422   | 2    |
| BW                       | Rewi Alley’s House                             | South Taranaki        | Moeawatea Valley Karte (ungenau)                                                  | Wohnhaus                                                                                              | 1918 (ca.) | 25. Juni 1992      | 5448   | 2    |
| BW                       | Patea Public Library and Plunket Rooms         | Patea                 | Egmont Street/Chester Street Karte                                                | Bibliothek, Räumlichkeiten der Plunket Society                                                        | 1930       | 8. Dezember 2000   | 7480   | 2    |
| BW                       | SS Alexandra Wreck Site                        | Pukearuhe             | Im Meer, Nähe Mokau Road (SH3) Karte                                              | Ort des Schiffbruchs der SS Alexandra                                                                 | n.a.       | 30. April 2010     | 9520   | 2    |
| BW                       | Stockade                                       | Region Taranaki       | New Plymouth Karte                                                                | Omata Stockade, Befestigungsanlage; Reste vor allem Erdwerke                                          | n.a.       | 20. Juni 1985      | 5965   | 2    |
|                          | Pa                                             | Region Taranaki       |                                                                                   | archäologische Fundstätte: Pā (befestigtes Dorf der Māori)                                            |            |                    | 5967   | 2    |
|                          | Pa                                             | Region Taranaki       |                                                                                   | archäologische Fundstätte: Pā (befestigtes Dorf der Māori)                                            |            |                    | 5968   | 2    |
|                          | Pa                                             | Region Taranaki       |                                                                                   | archäologische Fundstätte: Pā (befestigtes Dorf der Māori)                                            |            |                    | 5969   | 2    |
|                          | Pa                                             | Region Taranaki       |                                                                                   | archäologische Fundstätte: Pā (befestigtes Dorf der Māori)                                            |            |                    | 5970   | 2    |
|                          | Pa                                             | Paritutu              |                                                                                   | archäologische Fundstätte: Pā (befestigtes Dorf der Māori)                                            |            |                    | 5971   | 2    |
|                          | Pa                                             | Region Taranaki       |                                                                                   | archäologische Fundstätte: Pā (befestigtes Dorf der Māori)                                            |            |                    | 5972   | 2    |
|                          | Pa                                             | Region Taranaki       |                                                                                   | archäologische Fundstätte: Pā (befestigtes Dorf der Māori)                                            |            |                    | 5973   | 2    |
|                          | Pa                                             | Region Taranaki       |                                                                                   | archäologische Fundstätte: Pā (befestigtes Dorf der Māori)                                            |            |                    | 5974   | 2    |
|                          | Pa                                             | Kaupokonui            | Rama Road                                                                         | archäologische Fundstätte: Pā (befestigtes Dorf der Māori)                                            |            |                    | 5975   | 2    |
|                          | Archaic Midden                                 | Kaupokonui            | Rama Road                                                                         | archäologische Fundstätte: Pā (befestigtes Dorf der Māori)                                            |            |                    | 5976   | 2    |
|                          | Pa/Redoubt                                     | Region Taranaki       |                                                                                   | archäologische Fundstätte: Pā (befestigtes Dorf der Māori)/befestigte Stellung                        |            |                    | 6030   | 2    |
|                          | Pa                                             | Region Taranaki       |                                                                                   | archäologische Fundstätte: Pā (befestigtes Dorf der Māori)                                            |            |                    | 6031   | 2    |
|                          | Pa                                             | Region Taranaki       |                                                                                   | archäologische Fundstätte: Pā (befestigtes Dorf der Māori)                                            |            |                    | 6032   | 2    |
|                          | Pa                                             | Region Taranaki       |                                                                                   | archäologische Fundstätte: Pā (befestigtes Dorf der Māori)                                            |            |                    | 6033   | 2    |
|                          | Pa                                             | Region Taranaki       |                                                                                   | archäologische Fundstätte: Pā (befestigtes Dorf der Māori)                                            |            |                    | 6034   | 2    |
|                          | Pa                                             | Region Taranaki       |                                                                                   | archäologische Fundstätte: Pā (befestigtes Dorf der Māori)                                            |            |                    | 6035   | 2    |
|                          | Pa                                             | Region Taranaki       |                                                                                   | archäologische Fundstätte: Pā (befestigtes Dorf der Māori)                                            |            |                    | 6037   | 2    |
|                          | Gunfighter Pa                                  | Region Taranaki       |                                                                                   | archäologische Fundstätte: auf Einsatz von Feuerwaffen ausgerichtetes Pā (befestigtes Dorf der Māori) |            |                    | 6038   | 2    |
|                          | Gunfighter Pa                                  | Region Taranaki       |                                                                                   | archäologische Fundstätte: auf Einsatz von Feuerwaffen ausgerichtetes Pā (befestigtes Dorf der Māori) |            |                    | 6039   | 2    |
|                          | Pits                                           | Region Taranaki       |                                                                                   | archäologische Fundstätte: Gruben                                                                     |            |                    | 6040   | 2    |
|                          | Pa                                             | Region Taranaki       |                                                                                   | archäologische Fundstätte: Pā (befestigtes Dorf der Māori)                                            |            |                    | 6041   | 2    |
|                          | Pa/Redoubt                                     | Region Taranaki       |                                                                                   | archäologische Fundstätte: Pā (befestigtes Dorf der Māori)/befestigte Stellung                        |            |                    | 6042   | 2    |
|                          | Pa                                             | Region Taranaki       |                                                                                   | archäologische Fundstätte: Pā (befestigtes Dorf der Māori)                                            |            |                    | 6043   | 2    |
|                          | Pa                                             | Region Taranaki       |                                                                                   | archäologische Fundstätte: Pā (befestigtes Dorf der Māori)                                            |            |                    | 6044   | 2    |
| BW                       | Tongaporutu River Baches Historic Area         | Tongaporutu           | 2-23 Clifton Road Karte                                                           | Strandhäuser                                                                                          | 1900–1961  | 15. Dezember 2011  | 9318   | HA   |
| BW                       | Oika Pa                                        | Whenuakura            | State Highway 3 (Patea-Nukumaru) Karte                                            | ehemals Standort eines Pā (befestigtes Dorf der Māori)                                                | n.a.       | 12. Dezember 1996  | 7363   | WT   |
| BW                       | Pamatangi                                      | Waitotara             | Nähe SH3 Karte                                                                    | von Bedeutung für die Māori; Pā, Gruben, Karaka-Bäume                                                 | n.a.       | 30. Oktober 1997   | 7413   | WTA  |